# Bathypogon boebius
Bathypogon boebius là một loài ruồi trong họ Asilidae. Bathypogon boebius được Walker miêu tả năm 1849. Loài này phân bố ở miền Australasia.